# بيلي باتلر (مغني)
بيلي باتلر (بالإنجليزية: Billy Butler)‏ هو مغني أمريكي، ولد في 7 يونيو 1945 في شيكاغو في الولايات المتحدة، وتوفي في 1 أبريل 2015.

## وصلات خارجية
- بيلي باتلر على موقع ميوزك برينز (الإنجليزية)
- بيلي باتلر على موقع ديسكوغز (الإنجليزية)